# Цанко Церковський
Цанко Церковський (болг. Церковский (Церковски) Цанко Бакалов; нар. 16 жовтня 1869, Бяла Черква, Великотирновський округ — пом. 2 травня 1926, Софія) — болгарський письменник та громадський діяч, один із засновників Болгарського землеробського народного союзу (БЗНС).

## Біографія
Закінчив педагогічне училище в Сілістрі, до 1897 року працював сільським учителем. Потім займався землеробством, журналістською діяльністю, захопився ідеями соціалізму. З 1898 року — член Болгарської робітничої соціал-демократичної партії, співробітник її журналу «Ново време». У 1899 році в газеті «Селски вестник» опублікував «Заклик до болгарських хліборобів», ставши, таким чином, одним з ініціаторів створення БЗНС. Видавав журнал «Селска пробуда» (1903-1905), редагував газету «Земеделско знаме» (з 1902) і журнал «Земеделска мисъл». Депутат Народних зборів (1901, 1908-1923). У 1918-1923 роках був міністром в урядах Теодора Теодорова та Александра Стамболійського. Після  перевороту 9 червня 1923 заарештований і ув'язнений. 5 січня 1925 року звільнений, знову увійшов до керівництва БЗНС, але незабаром був виключений під тиском правого крила Союзу. 
У березні 1925 після теракту в соборі Святої Неділі, заарештований вдруге; випущений на свободу після виправдувального вироку в березні 1926. Помер через кілька тижнів після звільнення через підірване здоров'я.

## Творчість
У своїх віршах, позначених впливом соціалістичних ідей, Церковський оспівував побут і працю болгарського селянина, критикував панування соціального гніту в болгарському селі . Його перу також належать розповіді, п'єси, роман «З глибин серця» (1926, опублікований посмертно).